# Гуров
Гуров или Горе (њем. Guhrow, длсрп. Gory) општина је у њемачкој савезној држави Бранденбург. Једно је од 30 општинских средишта округа Шпре-Најсе. Према процјени из 2010. у општини је живјело 578 становника. Посједује регионалну шифру (AGS) 12071164.

## Географски и демографски подаци
Гуров или Горе се налази у савезној држави Бранденбург у округу Шпре-Најсе. Општина се налази на надморској висини од 58 метара. Површина општине износи 6,6 km². У самом мјесту је, према процјени из 2010. године, живјело 578 становника. Просјечна густина становништва износи 87 становника/km².